# Judy Ongg
Judy Ongg, alias Qianyu Weng (China: 翁倩玉, pinyin: Qiànyù Weng, Taipéi, 24 de enero de 1950), es una cantante, actriz, escritora y artista de grabados en madera japonés taiwanesa.

## Biografía
Nació en Taipéi, Judy se graduó en una Universidad privada de Sophia en Tokio, Japón. Después de graduarse, incluso cambió su nacionalidad de taiwanesa a japonesa. Su carrera se ha prolongado durante más de cuatro décadas, que hasta la fecha se mantiene activa.

## Carrera
Judy debutó en la producción cinematográfica en 1961 entre Japón y Estados Unidos en la que participó en La Gran Ola, basada en la novela de Pearl S. Buck. Las producciones posteriores han ganado el sinofono éxito incluso en el mundo, por lo que fue galardonada como "Mejor Actriz" en el noveno Taipei Golden Horse del Film Festival, y el "Premio Especial" para el siglo XIX Festival de Cine de Asia.
En cuanto a la música, ha publicado discos con sellos internacionales de Columbia Records, CBS, Sony y Toshiba EMI. La única que obtuvo el mayor éxito ha sido Miserarete de 1979, que ha vendido más de dos millones de copias y, en el mismo año, le permitió participar en el espectáculo de Kohaku Gassens del Año Nuevo Uta, quien también participó en junto con la canción Reika no Yume. Muchas de sus canciones han sido presentadas en el programa de televisión Minna no Uta, en el canal NHK. Su otro gran éxito, esta vez no en japonés, es la historia de O-Shin, el tema de apertura de la cantonesa drama Oshin, que se ha hecho popular en Hong Kong. Una peculiaridad de la canción es la lengua con un fuerte acento extranjero, ya que Judy no habla cantonés, pero tiene el efecto de hacer la canción más melódica y pegadiza.

## Serie televisiva
- Tweeny Witches (2003)
- Kaseifu ha mita! 19 (2001)
- Storm Riders (1988)
- Spirit Chaser Aisha (1986)
- The Big Wave (1961)

## Filmografía
- American Pastime (2007)
- Vampire Hunter D - Bloodlust (2000)
- I racconti del cuscino (1996)
- Tanba Tetsuro no daireikai shindara odoroita!! (1990)
- Robottino (1985)
- Zu Mountain: New Legend of the Zu Mountain Swordsmen (1983)
- Oiroke komikku (1970)
- Flying Phantom Ship (1969)
- Cyborg 009: Underground Duel (1967)
- Cyborg 009 (1966)